# Egon Bohle
Egon Bohle (* 16. Oktober 1881 in Padberg, Westfalen; † nach 1945) war ein deutscher Manager.

## Leben
Bohle absolvierte eine Ausbildung zum Industriekaufmann und trat im Anschluss in die Elektrizitäts-AG Helios in Köln ein. Kurze Zeit später wechselte er als Abteilungsleiter zu den Kölner Stadtwerken (GEW), wurde dort Direktor und 1945 Generaldirektor sowie Beigeordneter für die Gas-, Elektrizitäts- und Wasserversorgung bei der Stadt Köln. Nach Ende des Zweiten Weltkriegs leitete er den Wiederaufbau der städtischen Infrastruktur einschließlich der städtischen Bahnen. 
Er war Leiter der Landesgruppe Nordrhein-Westfalen des Verbandes der deutschen Gas- und Wasserwerke, Leiter der Landesgruppe Nordrhein-Westfalen der Vereinigung der deutschen Elektrizitätswerke, Mitglied des Vorstandes des Verbandes der deutschen Gas- und Wasserwerke sowie der Vereinigung der deutschen Elektrizitätswerke.

## Ehrungen
- 1952: Verdienstkreuz (Steckkreuz) der Bundesrepublik Deutschland